# Clousta

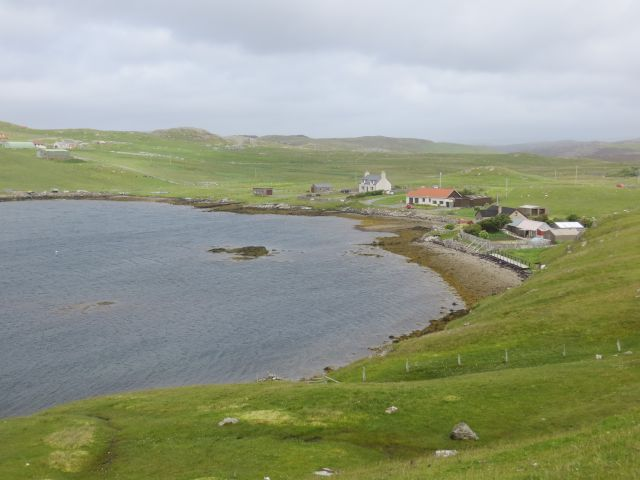
Blick von Süden auf den Ort

Clousta ist eine Ortschaft, die in Schottland im Westen der Shetlandinseln liegt.

## Geographie
Clousta ist eine kleine Ortschaft, die im Westen von Mainland am östlichen Ufer des Voes of Clousta liegt. Nach Lerwick sind es 24 Kilometer im Südosten. Ortschaften in der Nähe sind Aith im Osten, Brindister im Westen und Twatt im Südosten.

## Historisches
Im Rahmen der historischen Gliederung Schottlands in Civil Parishes zählt Clousta zu Sandsting.